# Gino Severini
Gino Severini (Cortona, 7 de Abril de 1883 — Paris, 26 de fevereiro de 1966) foi um pintor e professor futurista italiano.

## Biografia
Em 1899 o pintor, artista gráfico e escultor italiano foi para Roma, a fim de frequentar aulas noturnas na Villa Medici. Depois de um encontro decisivo com Giacomo Balla e Umberto Boccioni, começou a trabalhar como artista em 1901. Balla apresentou-o à técnica da cor dos Neo-Impressionistas. Gino Severini mudou-se para Paris em 1906, onde estudou os Impressionistas, fascinou-se pelas pinturas de Seurat e conheceu Signac. Além de Modigliani, Picasso, Braque e Gris, ele conheceu vários poetas e pensadores bem conhecidos do seu tempo. Marinetti e Boccioni convidaram-no a juntar-se ao Movimento Futurista. A 11 de Fevereiro de 1910, Severini assinou o ‘Manifesto do Futurismo’, tornando-se assim um dos co-fundadores deste estilo.
Severini exibiu obras em 1912 nas exposições Futuristas em Paris, Londres e Berlim e desenvolveu relações entre Itália e França, tornando-se um dos principais canais entre seus colegas italianos e os novos desenvolvimentos na capital francesa.
Entre 1924 e 1935, foram-lhe encomendados numerosos murais e mosaicos. Viveu uma vida excitante entre Roma e Paris e publicou textos teóricos e livros sobre arte. Severini foi galardoado com o Grande Prêmio do Bienal em Veneza em 1950.

## Obra
Ao contrário dos seus colegas, estava mais interessado no retrato dos corpos humanos em movimento do que na dinâmica das máquinas. As suas cenas de cabaret e os retratos de bailarinos. Trabalhos como ‘Blue Dancer’ (1912) revela os princípios típicos do Futurismo e o seu Auto retrato (1912-13) mostra que a técnica cubista se tornara o veículo de um novo estilo futurista. O trabalho do artista enveredou pelo Cubismo depois de 1915, e a partir daí focou-se cada vez mais na harmonia das construções geométricas. O conceito divisionista da imagem junto com o estilo Cubista-Futurista, que foi adoptado por Balla, é próprio de toda a obra de Severini. Analisou a luz, o movimento e acontecimentos, que acontecendo um após o outro estão ligados pela memória.
Embora persistindo no compromisso com a iconografia do mundo moderno, com o conceito de um universo dinamicamente interativo de movimento humano num ambiente técnico modificado e com o poder das cores fortes e até vulgares, os futuristas viram nas construções luminosas e estáticas do cubismo a possibilidade de dar um novo rumo completamente novo a seu trabalho. Acima de tudo, adaptaram a interpretação cubista da forma e do espaço, a transparência e a multiplicidade de pontos de vista aos seus interesse ideológicos e imaginativos característicos.
Obras importantes estão expostas em Milão (Coleção Gianni Mattioli) e em Roterdão (Museu Boymans-van-Beuningen).
Gino Severini foi professor dos nipo-brasileiros Yoshiya Takaoka e Jorge Mori  e do brasileiro Antonio Carelli que, com ele, aprenderam a técnica do mosaico e afresco.

## Coleções públicas
Entre as coleções públicas com obras de Gino Severini estão:
- Museum de Fundatie, Zwolle, Holanda
- Guggenheim Museum, Nova York
- Museum of Modern Art, Nova York